# Gargots
Gargots és una revista literària editada per Gargots Associació Cultural amb la intenció de promocionar i fer visibles els joves escriptors del País Valencià. Cada número està dedicat a un autor consagrat, és gratuit, es publica en format digital i, des de desembre de 2018, també en paper. Només en poden participar joves entre 16 i 30 anys i els textos són exclusivament en llengua catalana. Els membres del consell editorial de la revista són Marc Senabre, Xavi Hernández y Maria Peris.
A la revista han publicat autores com ara Mariló Àlvarez Sanchis o Laura Rubio.
Al febrer del 2019 es va presentar una expossició al Museu de la Universitat d'Alacant anomenada Quatre anys d'il·lustració i literatura jove. Gargots Revista Literària i dedicada al component gràfic de la revista.
L'any 2021 li va ser concedida una ajuda de la Universitat de València a Marc Senabre, en representació de Gargots Associació Cultural, per a la publicació i presentació del 18é i 19é gargot.

## Números publicats
Primera temporada
- Primer Gargot (novembre del 2014).[7]
- Segon Gargot (gener del 2015).[8]
- Tercer Gargot, dedicat a Ovidi Montllor (març del 2015).[9]
- Quart Gargot, dedicat a Ramon Llull (maig del 2015).[10]

Segona temporada
- Cinqué Gargot, dedicat a Blai Bonet (setembre del 2015).[11]
- Sisé Gargot, dedicat a Joan Brossa (desembre del 2015).[12]
- Seté Gargot, dedicat a Franz Kafka (març del 2016).[13]
- Vuité Gargot, dedicat a Vicent Ferrer (juliol del 2016).[14]

Tercera temporada
- Nové Gargot, dedicat a Montserrat Roig (desembre del 2016).[15]
- Desé Gargot, dedicat a Joan Fuster (abril del 2017).[16]
- Onzé Gargot, dedicat a Carmelina Sánchez-Cutillas (novembre del 2017).[17]
- Dotzé Gargot, dedicat a Marcel Proust (abril del 2018).[18]

Quarta temporada
- Tretzé Gargot, dedicat a Caterina Albert, i el primer que es publica en paper (desembre del 2018).[19]
- Catorzé Gargot, dedicat a Pere Calders (abril del 2019).[20]
- Quinzé Gargot, dedicat a Maria Beneyto (octubre del 2019).[21]
- Setzé Gargot, dedicat a Jesús Moncada (maig del 2020).[22]

Quinta temporada
- Desseté Gargot, dedicat a Samuel Beckett (gener del 2021).[23]
- Dihuité Gargot, dedicat a Joan Margarit (setembre del 2021).[24]
- Denové Gargot, dedicat a Ursula K. Le Guin (encara no publicat).[25]